# TFM (Verlag)
TFM ist ein von Teo Ferrer de Mesquita gegründeter Verlag aus Frankfurt am Main.

## Geschichte
Der Publizist Teo Ferrer de Mesquita ist aus politischen Gründen vor der portugiesischen Diktatur des  Estado Novo nach Deutschland geflüchtet. Nach der Nelkenrevolution wuchs das allgemeine Interesse an Portugal in Deutschland, und er engagierte sich mit verschiedenen kulturellen Aktivitäten (Lesungen, Konzerte, Filmreihen). 1980 gründete er das Zentrum für Literatur und Musik aus dem lusophonen Sprachraum in Form einer ausschließlich auf portugiesischsprachige Literatur und Musik spezialisierten Buchhandlung. 1982 folgte der Verlag TFM.

## Aktivitäten
Der Verlag TFM zeichnet sich aus durch ein literarisch wie wissenschaftlich anspruchsvolles Programm (Pädagogik, Geschichte, Linguistik u. a.). Als Beleg können hier verlegte Autoren wie u. a. Ilse Losa, Ina von Binzer, Albert von Brunn oder der Literaturnobelpreisträger José Saramago dienen. Arbeiten der Romanistik und insbesondere der Lusitanistik sind die bei TFM verlegten zahlreichen Werke von Ray-Güde Mertin, Annette Endruschat, Gärtner/Hundt/Schönberger u. a.
Auch die besonderen, zweisprachigen TFM-Ausgaben (wie zuletzt von João Ubaldo Ribeiro oder Manuel Alegre) sind zu erwähnen.
Das ursprüngliche Anliegen des Verlages ist bis heute die Verbreitung der Kenntnis über Literatur und Kultur des portugiesischen Sprachraums. Über den Verlag und Vertrieb hinaus betreibt TFM daher mit der nichtkommerziellen Nova Cultura einen bibliographischen Informationsdienst für Literatur und Musik aus den portugiesischsprachigen Ländern der CPLP, unter der Leitung des Literaturkritikers und Übersetzers Michael Kegler. Dazu bietet TFM einen Pressedienst rund um portugiesischsprachige Publizistik als Blog.